# Henri Martelli
Pour les articles homonymes, voir Martelli.

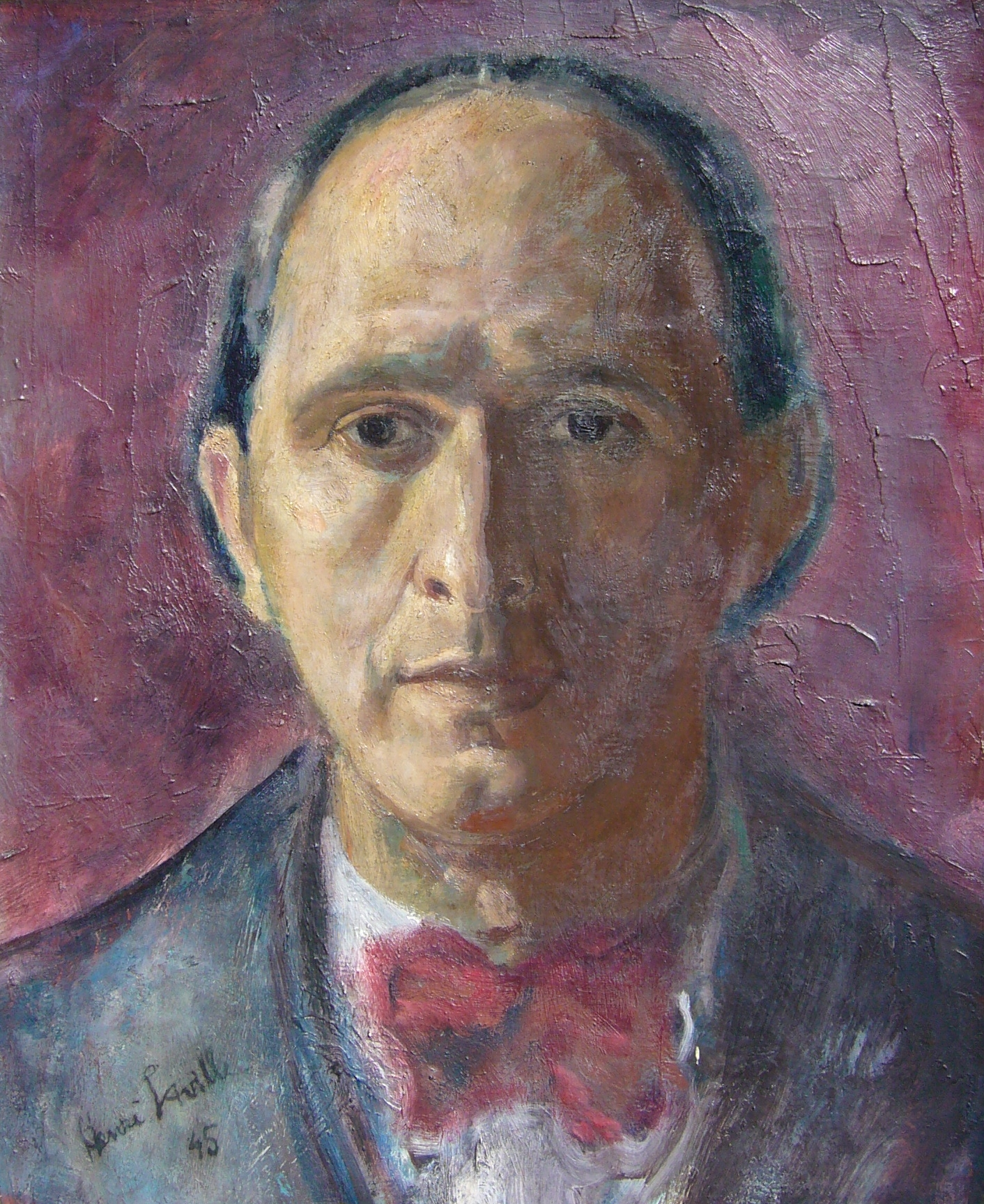
Henri Martelli (tableau de Henri Laville en 1945)

Henri Martelli est un compositeur français né à Santa Fe (Argentine) le 25 février 1895. Il est décédé à Paris le 15 juillet 1980.

## Biographie
Henri Martelli était issu d'une famille originaire de Bastia (Haute-Corse). Il fut l'élève de Widor et de Georges Caussade au Conservatoire de musique et de déclamation à Paris. En 1919, il obtient une licence de droit à l'Université de Paris. Il a été directeur de programmes de musique de chambre à la radio de 1940 à 1944, secrétaire de la Société Nationale de Musique et président de la section française de la SIMC en 1953. Il a écrit - dans un style néo-classique - de nombreuses œuvres de musique de chambre, ainsi que des œuvres lyriques et radiophoniques.
Les archives privées de Tobias Broeker conservent une grande partie des manuscrits de Henri Martelli.

## Œuvres

### Musique pour la scène
- La Chanson de Roland, opéra (1921-22-3; rév. 1962-63; Paris, 13 avril 1967)
- Le Major Cravachon, opéra bouffe (1958, Radiodiffusion française, 14 juin 1959)
- La Bouteille de Panurge, ballet (1930, Paris, 24 février 1937)
- Les hommes de sable, ballet (1951)

### Musique pour orchestre
- Rondo (1921)
- Sarabande, Scherzo et Final (1922)
- Divertissement sarrasin (1922)
- Bas-reliefs assyriens op.27 (1928)
- Concerto pour orchestre op.31 (1931)
- Concerto pour violon nº 1 (1938)
- Concerto pour piano (1948-49)
- Symphonie nº 1, pour cordes (1953)
- Symphonie nº 2, pour cordes (1956)
- Double concerto pour clarinette et basson (1956)
- Symphonie nº 3, pour grand orchestre (1957)
- Le Radeau de la Méduse, poème symphonique (1957)
- Concertstück pour alto et piano (1962)
- Rhapsodie pour violoncelle et orchestre (1966)
- Concerto pour hautbois et orchestre (1970)

### Musique de chambre
- Sonate pour piano (1919)
- Quatuor à cordes nº 0 (1920)
- Solo d'Alto pour alto et piano (1921)
- Quatre Bagatelles pour piano (1921)
- Pour un mariage pour violon et piano (1923)
- Suite galante pour piano (1924)
- Quatuor à cordes nº 1 (1932-33)
- Trio pour violon, violoncelle et piano (1935)
- Sonate pour violon et piano (1936)
- Sonate pour flûte et piano (1942)
- Quatuor à cordes nº 2 (1944)
- Sept duos, pour violon et harpe (1946)
- Trio pour piano, flûte et violoncelle (1951)
- Divertissement Op. 86 (1956 à Lily Laskine) pour harpe (morceau de concours du Conservatoire de Paris)
- Sonate pour alto et piano (1959)
- Solo d'Alto pour alto et piano
- Cinq Études-Caprice Op. 58 (1948 à Jean Pierre Rampal) pour flûte et piano
- Fantasiestück Op. 67 (1947 à Monsieur Claude Delvincourt, directeur du Conservatoire National de Musique de Paris) pour flûte et piano (morceau de concours du Conservatoire de Paris)

### Musique pour guitare
- Quatre pièces, pour guitare op.32
- 3 Impromptus op.65
- Suite op.95

### Musique pour piano
- Cinq danses, pour piano (1941)
- Sonate pour piano (1919)
- Quatre Bagatelles pour piano
- Suite galante pour piano

## Sources
- Dictionnaire de la musique française, Larousse, Marc Vignal